# Hans Quambusch
Hans Quambusch (* 7. September 1886 in Düsseldorf; † 30. Juni 1965 in Wiesbaden) war ein deutscher Jurist.

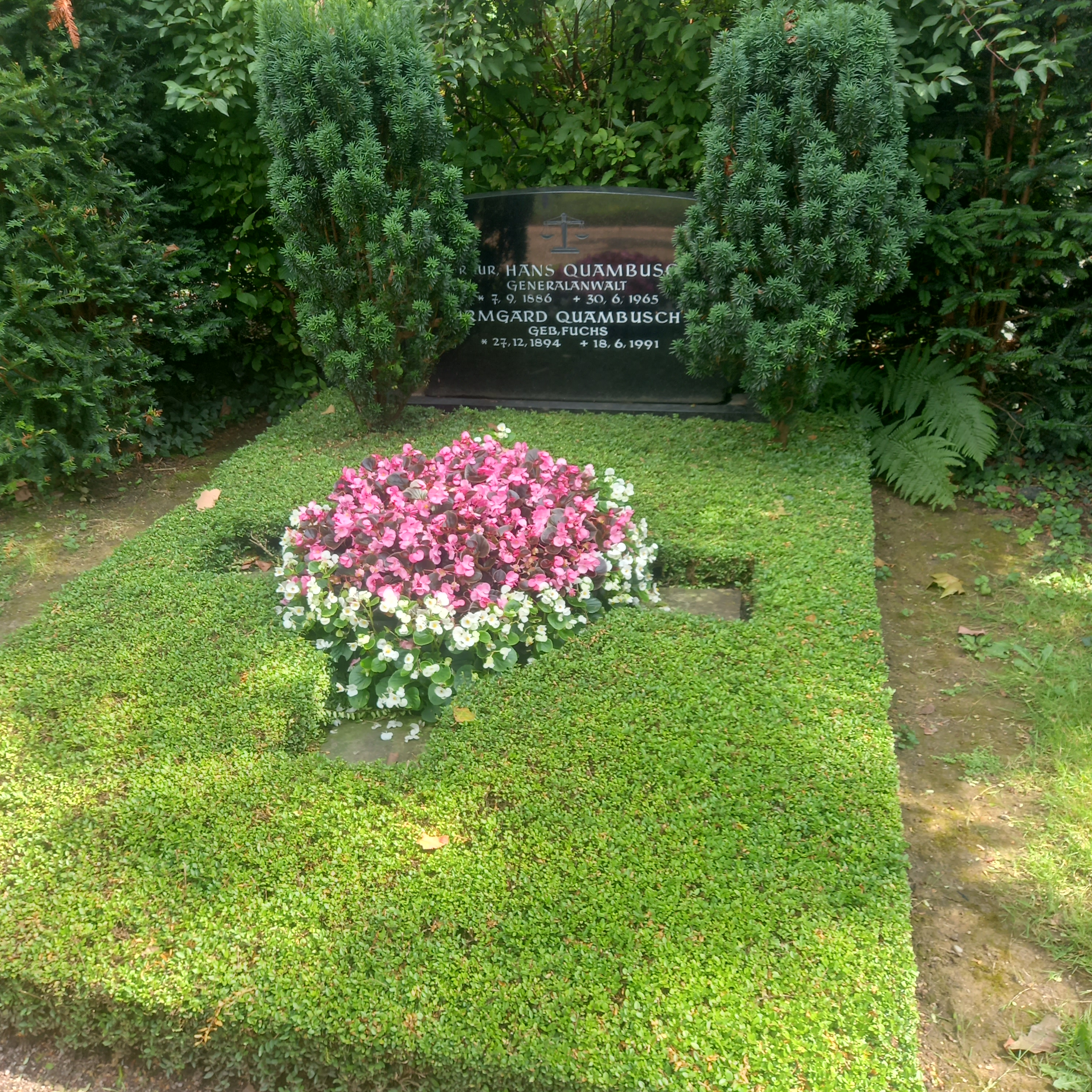
Das Grab von Hans Quambusch und seiner Ehefrau Irmgard geborene Fuchs auf dem Südfriedhof (Wiesbaden)

## Werdegang
Quambusch promovierte 1909 an der Universität Heidelberg. Ab 1937 war er Oberstaatsanwalt am Landgericht Wiesbaden. 1945 wurde er zunächst aller Ämter enthoben, später zum Leiter aller Spruchkammergerichte in der Britischen Besatzungszone und im Juli 1948 zum Generalanwalt beim Deutschen Obergericht für das Vereinigte Wirtschaftsgebiet in Köln ernannt.

## Ehrungen
- 1952: Großes Verdienstkreuz der Bundesrepublik Deutschland